# Wilde Tulpe
Die Wilde Tulpe (Tulipa sylvestris), auch Weinberg-Tulpe, seltener Wald-Tulpe genannt, ist eine Pflanzenart, die zur Familie der Liliengewächse (Liliaceae) gehört. Sie wurde zur Blume des Jahres 1983 gewählt.

## Beschreibung

### Allgemeine Merkmale
Die Wilde Tulpe ist eine ausdauernde krautige Pflanze, die Wuchshöhen von meist 30 bis 45 (10 bis 60) Zentimetern erreicht. Dieser Geophyt bildet Zwiebeln als Überdauerungsorgan aus. Oft entwickeln die Zwiebeln unterirdische Stolonen, welche die vegetative Vermehrung sicherstellen.

Zwiebel der Weinbergtulpe im Winter

### Blätter

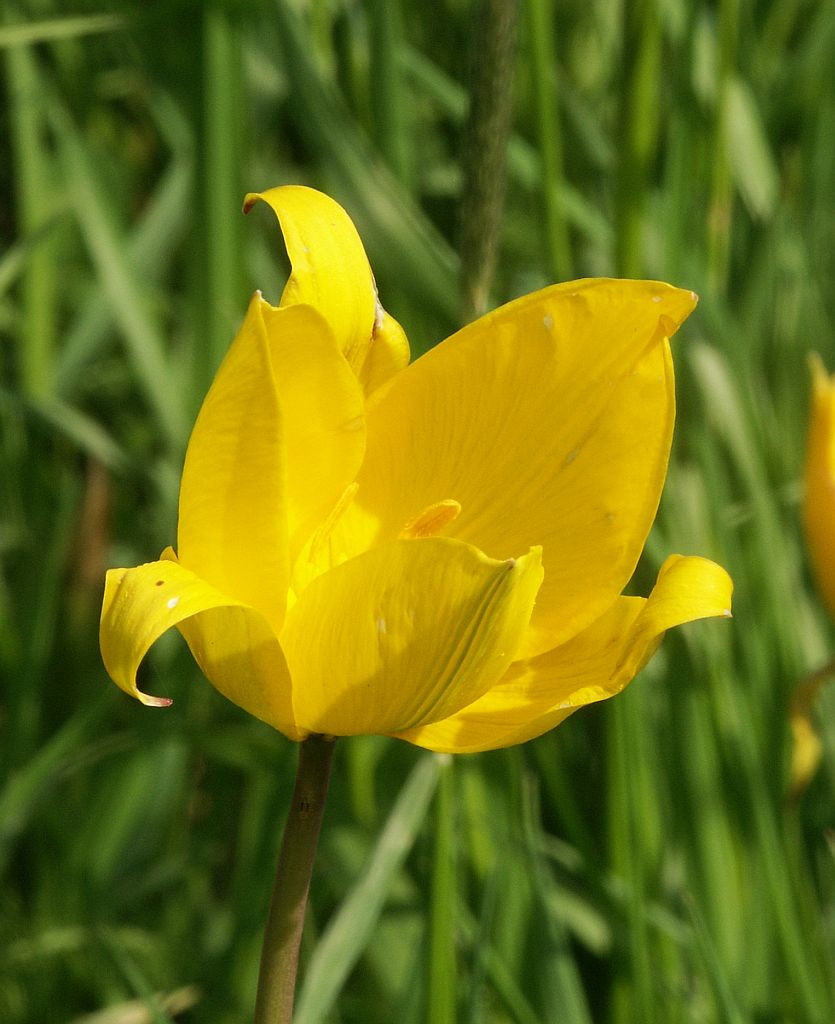
Wilde Tulpe (Tulipa sylvestris), Blüte

Gewöhnlich werden drei Blätter pro Pflanze ausgebildet, in seltenen Fällen können sie auch zu viert stehen. Die einfachen, blaugrün gefärbten Laubblätter sind ungestielt. Die Form der Spreite variiert von schmal-lanzettlich bis linealisch und läuft in einer spitzen, rinnenartig gebogenen  Blattspitze aus. Der Blattrand ist glatt ausgestaltet. Die Blätter fühlen sich relativ weich an, sind unbehaart und von glatter Struktur. Sie entwickeln eine Länge von etwa 15 bis 35 cm und eine Breite zwischen 1 und 2 cm.

### Blüte und Frucht
Pro Pflanze entwickelt sich gewöhnlich eine endständige, schwach duftende, glockenförmige Blüte. Selten können zwei Blüten an einer Pflanze beobachtet werden. Die sechs Blütenhüllblätter sind zu zwei Kreisen à drei Blütenhüllblätter angeordnet. Die Blütenhüllblätter des äußeren Kreises sind 30 bis 40 (bis 65) mm lang und 8 bis 15 (bis 25) mm breit, die des inneren Kreises sind 30 bis 40 (bis 60) mm lang und 15 bis 20 (bis 25) mm breit. Die sechs nach vorne spitz zulaufenden, am Grund behaarten Blütenhüllblätter sind an ihrer Innenseite leuchtend gelb gefärbt, die Außenseite weist bisweilen eine grünliche oder rötliche Tönung auf. Auch die sechs fertilen Staubblätter stehen in zwei gleichen Kreisen zusammen. Sie zeichnen sich durch flache, 8 bis 14 mm lange, behaarte Staubfäden mit auffallend orangefarbenen Staubbeuteln aus. Die Länge der Staubbeutel variiert zwischen 4 und 9 Millimeter. Die Wilde Tulpe besitzt einen hellgrünen, etwa 10–12 Millimeter langen, oberständigen Fruchtknoten, der aus drei miteinander verwachsenen Fruchtblättern besteht. Scheidewände unterteilen ihn in drei Fruchtknotenfächer. Jedes Fruchtfach enthält zwei Samenleisten. Da kein Griffel ausgebildet ist, schließen drei kurze, gelbe Narbenlappen den Fruchtknoten ab. Die Blüte schließt sich abends und bei trübem, feuchten Wetter; in der Sonne breiten sich die Blütenhüllblätter zu einem großen gelben Stern mit einem Durchmesser von 7 bis 8 cm aus. Die Blütezeit erstreckt sich von April bis Mai.
Die flachen Samen reifen in einer ledrigen, dreikammerigen Kapselfrucht

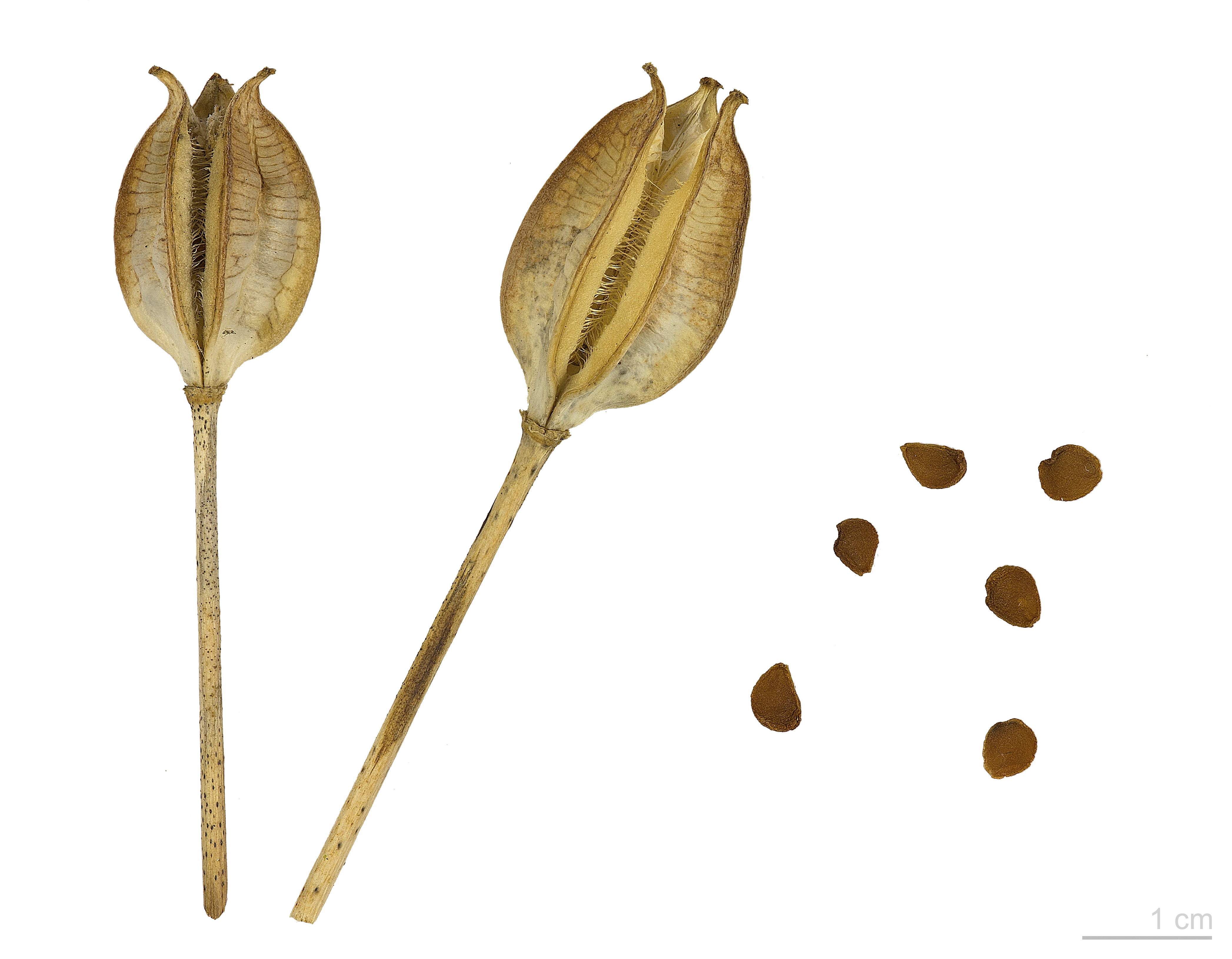
Kapselfrüchte und Samen

### Chromosomenzahl
Die Chromosomenzahl beträgt 2n = 48, seltener 24 oder 36.

## Ökologie
Die Wilde Tulpe ist die Kennart der Weinbergslauch-Gesellschaft, Geranio-Allietum. In Nordwesteuropa kommt sie auch in Gesellschaften des Verbands Alliarion vor.
Die Blüten sind homogame, wohlriechende „Nektar führende Scheibenblumen“ mit einem sich im Sonnenlicht ausbreitenden Perigon. Die Nektarabsonderung erfolgt an der äußeren Staubblattbasis. Die papillösen Narben scheiden eine zuckerhaltige Flüssigkeit ab, die gelegentlich von Insekten aufgenommen wird. Insekten übernehmen auch die Bestäubung. Die Blütezeit erstreckt sich von April bis Mai. In Gebüschen oder Wäldern bleiben die Pflanzen in der Regel blütenlos (steril), bedecken aber oft größere Flächen mit ihrem Laub.
Die Fruchtkapseln sind Austrocknungsstreuer d. h., sie schließen sich bei Feuchtigkeit. Der Wind verbreitet die Samen als Segelflieger. Fruchtreife ist im Juli.
Vegetative Vermehrung erfolgt durch Ausläufer und Zwiebeln. Die Ausbreitung durch den Menschen erfolgt mit Erde und gelegentlich als Zierpflanze.

## Verbreitung

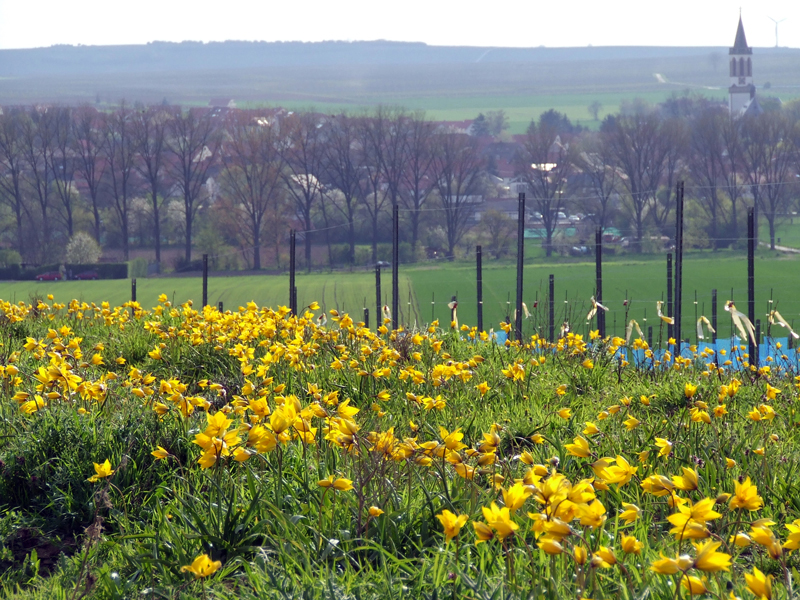
Wildtulpenbestand in einem Gau-Odernheimer Weinberg

Der Ursprung liegt in Südeuropa (Sizilien, Griechenland), Nordafrika (Algerien, Libyen; Marokko, Tunesien) und der Türkei.
Immer wieder wird behauptet, die Pflanze sei durch die Römer nach Mittel- und Westeuropa eingeführt worden, es scheint dafür jedoch keine Belege zu geben.
Eventuell wurde die Weinbergtulpe im maurischen Andalusien unter dem Namen „Makedonische Zwiebel“ (basal al-maqdunis) oder „Eimer-Narzisse“ (naryis qadusi) als Zierpflanze angebaut. Man nahm an, dass sie aus Alexandria stammte. Die Identifikation ist jedoch nicht völlig gesichert.
Die Weinbergtulpe wurde in der zweiten Hälfte des 16. Jahrhunderts von Bologna als Zierpflanze nach Mitteleuropa eingeführt. Im Laufe der Zeit verwilderte sie, daher findet man diese insgesamt seltene Art am ehesten am Rand alter Gartenkulturen oder in Weinbergen als Stinsenpflanze. Auf dem Gelände des Schlosses Brake in Lemgo befindet sich eines von nur drei bekannten Vorkommen in Nordrhein-Westfalen, es ist vermutlich auf verwilderte Zierpflanzen eines Barockgartens zurückzuführen. Weitere bevorzugte Standorte sind: Wälder, Gebüsche, Hecken und Weinberge mit fetten, feuchten, steinarmen Lösslehmböden, mit warmem Klima. Sie ist nahezu in ganz Europa anzutreffen.
Tulipa sylvestris ist die einzige in Deutschland wild vorkommende Tulpenart. Meist blüht sie hier nur an besonnten Standorten. In den Weinbergen von Gau-Odernheim findet man die größte Ansammlung der Wilden Tulpe nördlich der Alpen.

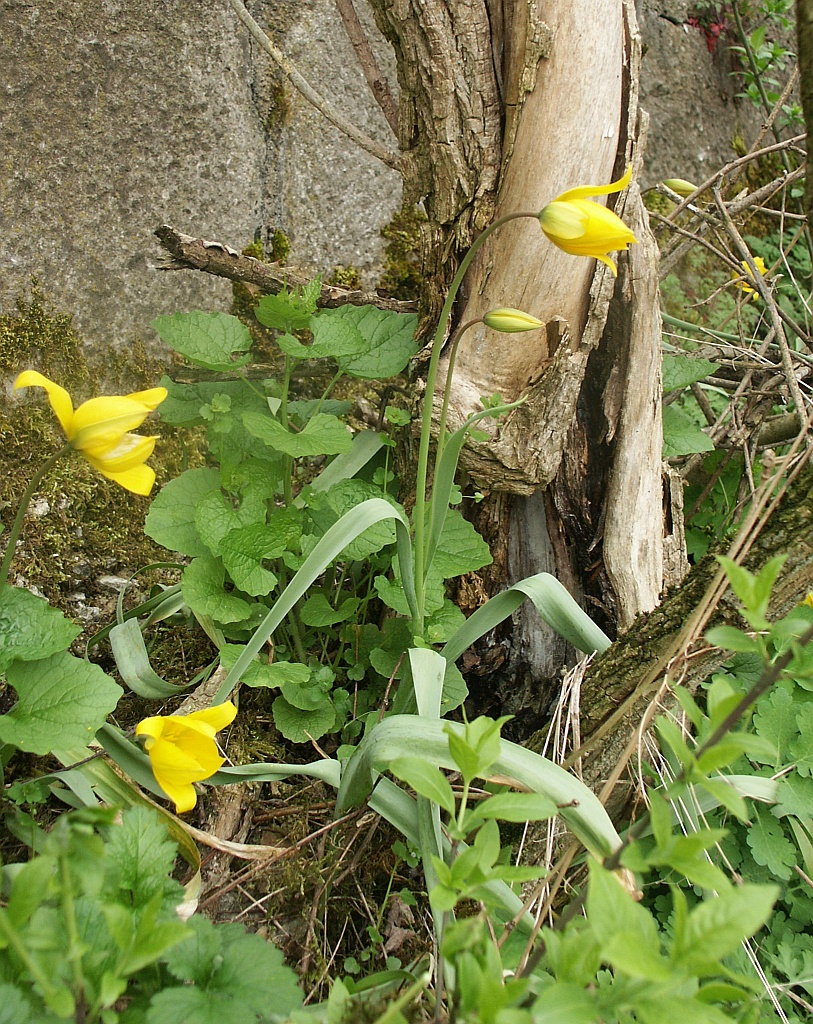
Wilde Tulpe (Tulipa sylvestris)

## Taxonomie und Systematik
Die Weinberg-Tulpe wurde 1753 von Carl von Linné in Species Plantarum Band 1, Seite 305 als Tulipa sylvestris erstbeschrieben.
Bei einer breiten Auffassung der Art und unter Einschluss mehrerer Unterarten werden folgende Bezeichnungen damit synonym verwendet:
- Tulipa australis Link [≡ Tulipa sylvestris subsp. australis (Link) Pamp.]
- Tulipa biebersteiniana Schult. & Schult. f. [= Tulipa sylvestris subsp. australis (Link) Pamp.]
- Tulipa primulina Baker [≡ Tulipa sylvestris subsp. primulina (Baker) Maire & Weiller][9]

Es werden meist drei Unterarten der Wilden Tulpe (Tulipa sylvestris) akzeptiert:
- Tulipa sylvestris subsp. sylvestris
- Südalpine Tulpe (Tulipa sylvestris subsp. australis (Link) Pamp.)
- Tulipa sylvestris subsp. primulina (Baker) Maire & Weiller[10]

## Gefährdung/Schutz
Die Wilde Tulpe ist in Deutschland nach der Bundesartenschutzverordnung besonders geschützt und gilt gemäß der Roten Liste als stark gefährdet. Sie darf nicht ausgegraben oder gepflückt werden. Als ursächlich für die Bestandsminderung wird in erster Linie die Intensivierung der Landwirtschaft im Bereich Acker- und Weinbau angesehen.
Von der Stiftung Naturschutz Hamburg und Stiftung zum Schutze gefährdeter Pflanzen wurde die Wilde Tulpe 1983 zur Blume des Jahres gewählt.